# Rillankivi
Rillankivi är ett gränsmärke i Finland där landskapen Mellersta Finland, Norra Österbotten
och Norra Savolax möts. Det markerar därmed samtidigt mötet mellan kommunerna Pihtipudas, Pyhäjärvi och Pielavesi. Den ligger 400 km norr om huvudstaden Helsingfors. Rillankivi ligger 181 meter över havet.

## Omgivningar
Terrängen runt Rillankivi är huvudsakligen platt. Rillankivi ligger uppe på en höjd. Runt Rillankivi är det mycket glesbefolkat, med 4 invånare per kvadratkilometer. I omgivningarna runt Rillankivi växer i huvudsak blandskog.